# Cloud Nine (album des Kottonmouth Kings)
Pour les articles homonymes, voir Cloud 9.
Albums de Kottonmouth Kings
Hidden Stash III
(2006) Greatest Highs
(2008)
Cloud Nine est le neuvième album studio des Kottonmouth Kings, 28 août 2007.
L'album s'est classé 3e au Top Independent Albums et 44e au Billboard 200 et au Top Internet Albums.

## Liste des titres
| No  | Titre                                                        | Contient un (des) sample(s) de                                                    | Durée |
| --- | ------------------------------------------------------------ | --------------------------------------------------------------------------------- | ----- |
| 1.  | Controlled Substance                                         |                                                                                   | 3:49  |
| 2.  | Livin' Proof                                                 |                                                                                   | 2:52  |
| 3.  | Marijuana                                                    |                                                                                   | 3:32  |
| 4.  | Think 4 Yourself (featuring Insane Clown Posse et Lady Love) |                                                                                   | 4:06  |
| 5.  | No Escape                                                    |                                                                                   | 3:36  |
| 6.  | Litas                                                        |                                                                                   | 4:08  |
| 7.  | One Day                                                      |                                                                                   | 4:08  |
| 8.  | City 2 City (featuring Tech N9ne et Krizz Kaliko)            | Crybaby de Tech N9ne Sorry N' Shit de Tech N9ne et 57th Street Rogue Dog Villians | 4:10  |
| 9.  | Pass It Around                                               |                                                                                   | 4:39  |
| 10. | Ridin' High (featuring B-Real)                               |                                                                                   | 3:29  |
| 11. | P.T.B.                                                       |                                                                                   | 1:42  |
| 12. | Riddled (Interlude) (featuring Pakelika)                     |                                                                                   | 0:44  |
| 13. | Drunk with Power                                             |                                                                                   | 3:33  |
| 14. | It Ain't Easy                                                |                                                                                   | 4:15  |
| 15. | Loadies                                                      |                                                                                   | 2:31  |
| 16. | Don't Make Me Beg                                            |                                                                                   | 4:06  |
| 17. | Everyday Thang                                               |                                                                                   | 3:57  |
| 18. | All or Nothing                                               |                                                                                   | 3:26  |
| 19. | Dark Side (featuring Sen Dog)                                |                                                                                   | 3:41  |
| 20. | Free Willy                                                   |                                                                                   | 2:49  |
| 21. | Time to Get High                                             |                                                                                   | 3:40  |
| 22. | Proud to Be a Stoner                                         | At the Top de Last Laugh                                                          | 5:07  |